# Документальная драма
Не следует путать с Документальным кино
Не следует путать с Псевдодокументальным кино
Документальная драма (англ. Documentary drama), или докудрама (англ. Docudrama) — современный популярный «гибридный» жанр игрового кино, делающий упор на реконструкцию исторических событий силами драматических актёров, но внешне подающийся в форме документального или научно-популярного фильма.
Также к докудрамам относят фильмы, в которых исторические документы и реальные события связываются с их интерпретацией в массовой культуре.
Наибольшее количество докудрам традиционно создаётся на телевидении.
От псевдодокументального кино докудрама отличается тем, что, как правило, её сюжет опирается на реальные исторические документы, а не на вымысел или  мистификацию. Вместе с тем жанр докудрамы, как игровое и постановочное кино, активно критикуется за «эрозию традиционного жанра документального кино» и за «отсутствие чётких жанровых и стилистических признаков».

## История
Создателем жанра документальной драмы считается режиссёр Питер Уоткинс — помощник редактора, а затем режиссёр документального отдела на телеканале BBC в начале 1960-х годов. Созданные им в то время картины иначе назывались «драмами, решёнными в документальной технике». Это название он обосновывал тем, что чаще всего его фильмы посвящались событиям историческим или же возможным в ближайшем будущем, которые Уоткинс представлял так, как если бы современные репортёры берут интервью у их непосредственных участников. Такими фильмами, выполненными Уоткинсом в формате «горячих новостей» и дающими «эффект присутствия», были «Каллоден» (1964) и «Военная игра» — фильм, получивший «Оскара» в 1965 году, но затем запрещённый к показу до 31 июля 1985 года.
Следующим режиссёром в этом жанре стал Кен Лоуч. Он положил начало «социальной докудраме» — игровым фильмам на актуальной документальной основе в середине 1960-х годов. Первым был фильм «Кэти, вернись домой» (Cathy Come Home) о положении бездомных в Англии.
К середине 1980-х, когда левый протест вышел из моды, «социальная докудрама» исчезла с телеканала BBC. Однако фильмы в общем жанре документальной драмы продолжают выходить и дальше.
В СССР, ещё задолго до появления жанра на Западе, в жанре документальной драмы были сняты фильмы «Броненосец Потёмкин» и «Октябрь». До сих пор кадры из этих игровых фильмов авторами многих документальных проектов представляются как реальная кинохроника событий русских революций.

## Критика
Высказываются серьёзные опасения, что документальная драма со временем может заменить собой истинную документалистику.